# Darragh O'Mahony
Darragh William O’Mahony (Cork, 18 agosto 1972) è un ex rugbista a 15 irlandese, già tre quarti ala, tra gli altri, di Bedford e Saracens, e partecipante con l'Irlanda alla Coppa del Mondo di rugby 1995 in Sudafrica.

## Biografia
Cresciuto negli ultimi anni del dilettantismo, O'Mahony ha sempre lavorato come bancario; inizialmente all'University College Cork, fu poi in Inghilterra al Birmingham Moseley, club di Birmingham, fino al 1998, pur rappresentando, a livello provinciale, gli irlandesi del Leinster.
Nella stagione 1998-99 fu al Bedford per poi passare ai londinesi Saracens a fine campionato, facendo seguito a una stagione in cui il Bedford si salvò solo per quoziente-mete migliore del retrocesso Rotherham.
Già all'epoca, quando O'Mahony stava affrontando quella che egli considera la sua prima vera esperienza professionistica, il giocatore aveva compiuto tutta la sua carriera internazionale: esordiente a Treviso nel 1995, in occasione della prima sconfitta irlandese contro l'Italia, fu di nuovo in Nazionale nel 1997, sconfitto nel Cinque Nazioni dalla Francia e a fine anno, a Bologna, di nuovo contro l'Italia; infine nel 1998 contro la Romania, unica vittoria dei suoi 4 test match in maglia verde.
Nel 2004 smise con il rugby professionistico per continuare l'attività in banca, ma militò a livello dilettantistico nel Dolphin, club della natìa Cork, fino al 2006 e per un ulteriore biennio, dopo il trasferimento nel Regno Unito, fu giocatore-allenatore degli Old Albanians di St Albans (Hertfordshire), guadagnando anche un invito nel 2008 a far parte di una selezione dei Barbarians che affrontò il Bedford per un incontro di beneficenza.